# Ribeirão Claro
Ribeirão Claro este un oraș în Paraná (PR), Brazilia.